# Moritz Bleibtreu
Moritz Johann Bleibtreu (Múnich; 13 de agosto de 1971) es un actor alemán. Es el hijo de la actriz austriaca Monica Bleibtreu y el actor Hans Brenner. Su bisabuela fue la también actriz Hedwig Bleibtreu. El apellido Bleibtreu se puede traducir del alemán como “permanece fiel”.

## Carrera
Bleibtreu se crio en Hamburgo. Su primera aparición en televisión fue de niño, en la serie infantil Neues aus Uhlenbusch. Con 16 años abandonó el colegio. Vivió en París, donde trabajó de au pair, y en Nueva York, donde recibió clases de interpretación. Bleibtreu comenzó su carrera con 21 años en el teatro de Hamburgo. Posteriormente trabajó en pequeños papeles para la televisión. En 1993 interpretó un papel secundario en Schulz & Schulz 5, suficiente para poner de manifiesto su polivalencia como actor.
Se hizo popular en Alemania sobre todo gracias a numerosos largometrajes televisivos, pero también a algunos papeles en películas de cine como Lola rennt (Corre, Lola, corre), Knockin' On Heaven's Door y El Experimento (Das Experiment). Con el cineasta Fatih Akin rodó los filmes Im Juli y Solino.
Bleibtreu ha aparecido asimismo en las cintas Múnich y Las partículas elementales. También ha protagonizado películas infantiles como, entre otras, la danesa El fakir, de 2002.

## Reconocimientos
- 1997: Premio Ernst-Lubitsch (concedido a actuaciones cómicas) por su papel en Knockin' On Heaven's Door.
- 2000: DIVA-Award (patrocinados por el Bundesland de Baviera)
- 2005: Romy de Oro (premios de la televisión austriaca concedidos por la revista Kurier y llamados así en honor a Romy Schneider) al "Actor más popular".
- 2006: Oso de Plata del Festival Internacional de Cine de Berlín por su papel protagonista en Las partículas elementales.
- 2006: Romy de Oro al "Actor más popular".

## Filmografía seleccionada
- 1997: Knockin' on Heaven's Door
- 1998: Lola rennt (Corre, Lola, corre)
- 1999: Luna Papa
- 2000: Im Juli
- 2001: Lammbock
- 2000: Das Experiment
- 2002: Solino
- 2004: Agnes y sus hermanos
- 2004: El Fakir
- 2005: Vom Suchen und Finden der Liebe
- 2005: Múnich
- 2006: Las partículas elementales
- 2007: La masseria delle allodole
- 2007: Free Rainer
- 2007: Chiko
- 2007: The Walker
- 2009: Espías en la sombra (Les femmes de l'ombre)
- 2009: Der Baader Meinhof Komplex (RAF , Facción del Ejército Rojo)
- 2009: Soul Kitchen
- 2010: Angel Makers
- 2010: Goethe
- 2013: Guerra Mundial Z
- 2013: El quinto poder